# Gilgai
Un gilgai es un pequeño y efímero lago de forma circular formado en una depresión en la superficie de un suelo muy rico en arcilla o vertisol. Estos suelos se expanden y contraen fácilmente dado lugar a elevaciones y hundimientos del terreno que adquieren formas regulares geométricas. Asimismo se aplica el término a los microrrelieves superficiales en el mismo tipo de terrenos, consistentes en montículos y depresiones, no solo los lagos. El nombre procede de una palabra aborigen australiana que significa "pequeño agujero con agua". Estas balsas se encuentran generalmente a pocos metros entre ellas y tienen menos de 30 cm de profundidad; sin embargo, en algunas circunstancias, pueden tener varios metros de profundidad y encontrarse a 100 m una de otra.

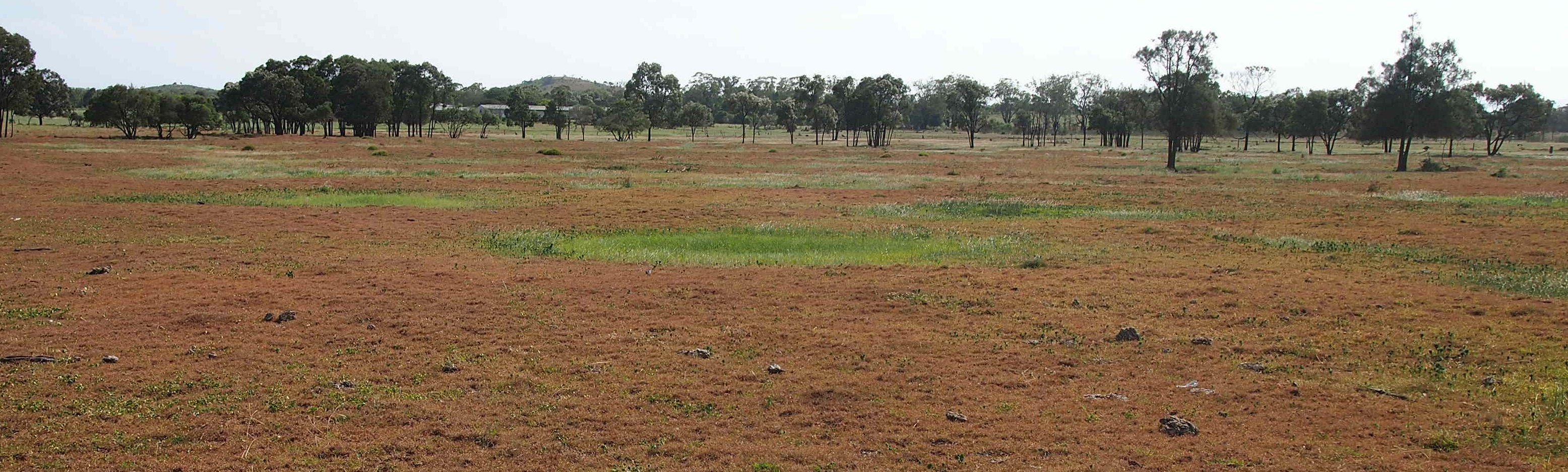
Gilgais en Australia

Los gilgais se encuentran en todo el mundo donde haya vertisoles, que son suelos negros, con un alto contenido en un tipo de arcilla denominado montmorillonita, muy expansiva, y con estaciones húmeda y seca muy diferenciadas. La contracción y expansión continuadas forman microlomas y microdepresiones que en el caso de los gilgais forman círculos parecidos a los que se forman en los criosoles o suelos helados, donde los ciclos de hielo-deshielo dan lugar a suelos poligonales.

## Gilgais en el mundo
Australia es un continente propicio para la formación de gilgais por la abundancia de suelos arcillosos y grandes áreas con climas estacionales muy acusados. Los gilgais son además una importante fuente de agua para los aborígenes australianos, que les permiten pastorear zonas alejadas en temporada. No obstante, la construcción de pozos ha reducido su importancia y los ha convertido en inconvenientes, pues el movimiento de los suelos asociados a su formación daña las estructuras de los edificios, carreteras y líneas férreas. Aun así, siguen siendo de gran importancia para plantas y animales salvajes, como cerdos asilvestrados y canguros.
Otros lugares donde se encuentran son: Francia, Irak, India, Kenia, República Democrática del Congo (Katanga), Malawi, Holanda, Puerto Rico, Rusia, Zambia (Llanos del Kafue), Senegal, Sudán, Tanzania, Turquía y Estados Unidos.